# دم‌بادبزنی بیشه‌ای شکم‌سفید
دم‌بادبزنی بیشه‌ای شکم‌سفید (نام علمی: Rhipidura leucothorax) نام یک گونه از سرده دم‌بادبزنی است.